# Pelidnota boulangeri
Pelidnota boulangeri är en skalbaggsart som beskrevs av Soula 2009. Pelidnota boulangeri ingår i släktet Pelidnota och familjen Rutelidae. Inga underarter finns listade i Catalogue of Life.